# Kagokakat
Kagogagat (Kagokakat), nekadašnje selo Kaiyuhkhotana Indijanaca šire skupine Koyukon, koje se nalazilo na ušću Mackenzie Creeka na sjevernoj obali Yukona u Aljaski. Populacija mu je bila svega 9 (1843), i popela se na 115 (1880), ali je danas pusto. 
Nalazi se na nadmorskoj visini od 229 metara (751 stopu). Kod Swantona stoji nauiv Kagogagat.
Ostale varijante imena bile su Kagokhakat, Kakagokhakat, Khatnotoutze. 